# Richard Hely-Hutchinson
Pour les articles homonymes, voir Hutchinson.
Richard John Hely-Hutchinson, 4e comte de Donoughmore (4 avril 1823 - 22 février 1866), est un homme politique conservateur britannique.

## Biographie
Il est le fils de John Hely-Hutchinson (3e comte de Donoughmore), et de Margaret, fille de Luke Gardiner (1er vicomte Mountjoy).
Il est nommé haut shérif de Tipperary pour 1847 .
Il entre à la Chambre des lords à la mort de son père en 1851. Il occupe le poste de vice-président du Board of Trade et Paymaster General dans le deuxième gouvernement de Lord Derby, et est promu à la présidence du Board of Trade en février 1859 à la suite de la démission de Joseph Warner Henley à cause du projet de réforme avorté de 1859. Il reste à ce poste jusqu'à la chute du gouvernement en juin de la même année. En 1858, il est admis au Conseil privé.
En 1865, il est élu membre de la Royal Society.
Il est initié dans la loge n° 12, en Irlande et est grand directeur de la grande loge d'Irlande en 1846. Il est nommé membre honoraire de la loge Holyrood House (St Luke's), n° 44, le 7 janvier 1846.

## Famille
Lord Donoughmore épouse Thomasina Jocelyn, fille de Walter Steele, en 1847. Leur cinquième fils, Walter Hely-Hutchinson est diplomate. Donoughmore est décédé en février 1866, à l'âge de 42 ans, et son fils aîné, John Hely-Hutchinson (5e comte de Donoughmore), lui succède. La comtesse de Donoughmore est décédée en mai 1890.
Le colonel Lewis Vivian Loyd épouse le 14 août 1879 Mary Sophia Hely Hutchinson (1854-1936), fille du 4e comte de Donoughmore, écrivaine et traductrice avec laquelle il a trois enfants: deux fils et une fille.